# 25372 Shanagarza
25372 Shanagarza è un asteroide della fascia principale. Scoperto nel 1999, presenta un'orbita caratterizzata da un semiasse maggiore pari a 2,3861052 UA e da un'eccentricità di 0,1107680, inclinata di 6,77677° rispetto all'eclittica.